# Continental Mark II
Continental Mark II — легковой автомобиль с кузовом купе, продававшийся подразделением Continental компании Ford в 1956—1957 годах. Данный автомобиль был первым и последним автомобилем производства Continental и задумывался как международный флагман компании Ford.
На момент производства был самым дорогим автомобилем в США со стоимостью 9960 долларов, что эквивалентно 100 000 долларов в 2019 году, и рекламировался как конкурент Rolls-Royce Silver Cloud и Bentley S1. Все Continental Mark II собирались вручную и на заказ. Всего было продано 2996 автомобилей, включая два кабриолета.
В 1957 году производство Continental Mark II прекратилось, и данный автомобиль был заменён ребрендинговым Lincoln. В 1958 году Ford представили Lincoln Continental Mark III, а в 1961 году — Lincoln Continental Mark IV. В 1968 году Lincoln снова представили Lincoln Continental Mark III. С 1968 по 1986 год было выпущено пять новых поколений Lincoln Continental Mark с таким названием. Серию переименовали в Lincoln Mark в 1986 году, и последним автомобилем серии стал Lincoln Mark VIII.

## Предыстория
В 1948 году Ford прекратили выпуск Lincoln Continental спустя 7 лет производства, которые прерывались Второй мировой войной. Lincoln Continental имел устаревший дизайн, скопированный с Lincoln-Zephyr. Для разработки Continental Mark II была сформирована команда специалистов, состоявшая из главного разработчика Харли Коппа, главного дизайнера Джона Рейнхарта и главного разработчика кузова Гордона Бьюрига; возглавлял команду Уильям Клэй Форд. Continental Mark II был впервые представлен в Парижском автосалоне 6 октября 1955 года.

## Производство
Данный автомобиль задумывался как международный флагман компании Ford, и на момент производства был самым дорогим автомобилем, когда-либо продававшимся в США со стоимостью 9960 долларов, что эквивалентно 100 000 долларов в 2019 году. Автомобиль рекламировался как конкурент Rolls-Royce Silver Cloud и Bentley S1. Все Continental Mark II были собраны вручную и на заказ, что было крайне невыгодно для Ford, которые теряли около 1000 долларов на производстве каждого такого автомобиля. Всего было продано и выпущено 2996 автомобилей, включая два кабриолета.

## Конструкция
Continental Mark II сконструирован, используя лонжеронную раму, на которой лежит кузов. Mark II использует раму в виде буквы Y. Автомобиль имеет A-образные рычаги с полностью автоматическими амортизаторами на передних колёсах и полуэллиптические рессоры с гидравлическими амортизаторами на задних. Масса автомобиля — 2070, или 2180, или 2190 кг. Автомобиль имеет переднемоторную, заднеприводную компоновку. Длина автомобиля — 5550 миллиметров, или 5660 миллиметров, или 5710 миллиметров, ширина — 1970 миллиметров, колёсная база — 3200 миллиметров, колея задняя — 1520 миллиметров, колея передняя — 1490 миллиметров.
Шестнадцатиклапанный двигатель Lincoln Y-block V8, имеющий объём 368 кубических дюймов (6 литров), сопровождается трёхступенчатой автоматической коробкой передач. Модели 1956 года имеют мощность 285 лошадиных сил, а модели 1957 — мощность 300 лошадиных сил. Диаметр каждого цилиндра — 102 миллиметра, ход поршня — 93 миллиметра, степень сжатия для моделей 1956 года — 9,0:1, для моделей 1957 года — 10,0:1. Объём бака — 95 литров. Автомобиль использует гидравлические барабанные тормоза с усилителем и внутренним расширением.
| Силовой агрегат Continental Mark II                         | Силовой агрегат Continental Mark II | Силовой агрегат Continental Mark II | Силовой агрегат Continental Mark II | Силовой агрегат Continental Mark II | Силовой агрегат Continental Mark II | Силовой агрегат Continental Mark II                    |
| Двигатель                                                   | Годы производства                   | Конструкция                         | Мощность                            | Мощность                            | Устройст во двигателя               | Коробка передач                                        |
| ----------------------------------------------------------- | ----------------------------------- | ----------------------------------- | ----------------------------------- | ----------------------------------- | ----------------------------------- | ------------------------------------------------------ |
| Lincoln Y-block V8 объёмом 368 кубических дюймов (6 литров) | 1956-1957                           | V8, 16 клапанов                     | 285 лошадиных сил                   | 300 лошадиных сил                   | Четырёхкамерный карбюратор          | Трёхступенчатая автоматическая производства BorgWarner |

Автомобиль представляет собой двухдверное хардтоп-купе.
Большинство Continental Mark II имеет следующее оборудование: как усилитель тормозов, усилитель рулевого управления, электростеклоподъёмники, двойные обогреватели и электронную регулировку сидений, а единственной необязательной опцией было кондиционирование воздуха, которое стоило 595 долларов США. Материалы интерьера включали кожу и ткань. 98 % Continental Mark II в 1956 году были выпущены с усилителями тормозов, 85 % — с электростеклоподъёмниками, 94 % — с радио, 99 % с обогревателями и 98 % с вайтволлами.
Все Continental Mark II строились вручную и на заказ.

## После Mark II
Continental Mark II был первым и последним автомобилем, выпускавшимся компанией Continental, поэтому следующее поколение, Mark III, было представлено в 1958 году как Lincoln Continental Mark III. Lincoln Continental Mark IV был представлен в 1961 году, и выпускался до 1969 года. В 1968 году Ford снова представили Lincoln Continental Mark III, производство которого прекратилось в 1971 году. С 1968 по 1986 год было выпущено пять новых поколений Lincoln Continental Mark, и последним автомобилем с таким названием стал Lincoln Continenal Mark VII. С 1986 года серию стали называть Lincoln Mark, и серия закончилась на автомобиле Lincoln Mark VIII.

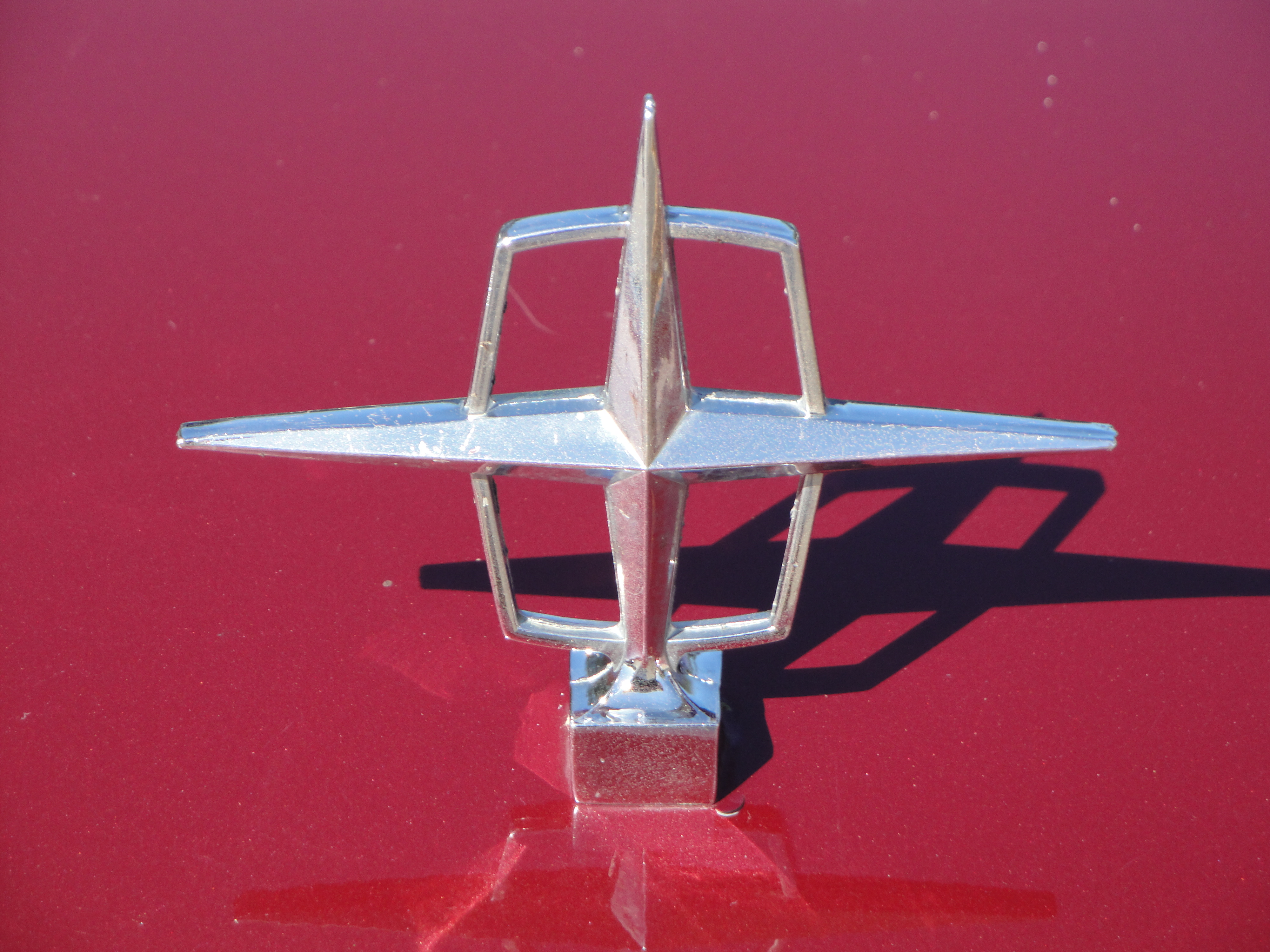
Орнамент Continental Mark II на капоте
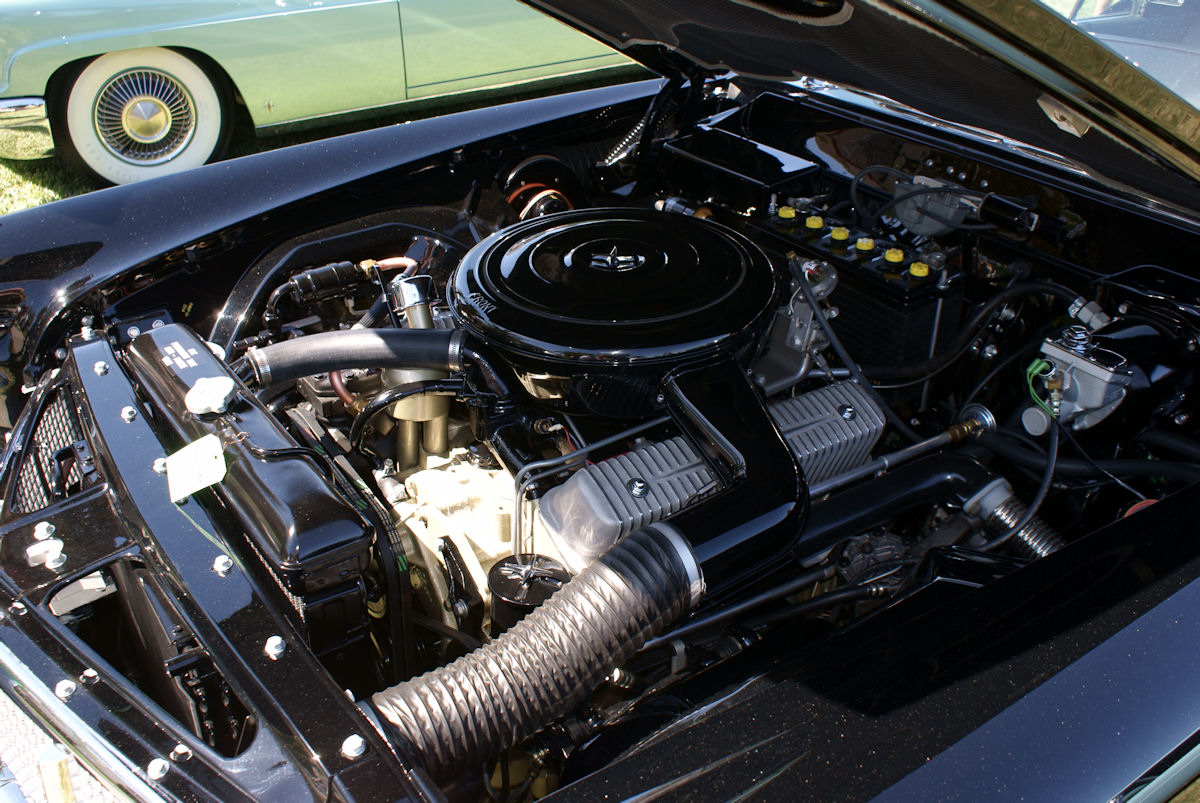
Двигатель Lincoln Y-block V8 объёмом 368 кубических дюймов (6 литров), который установлен в Continental Mark II
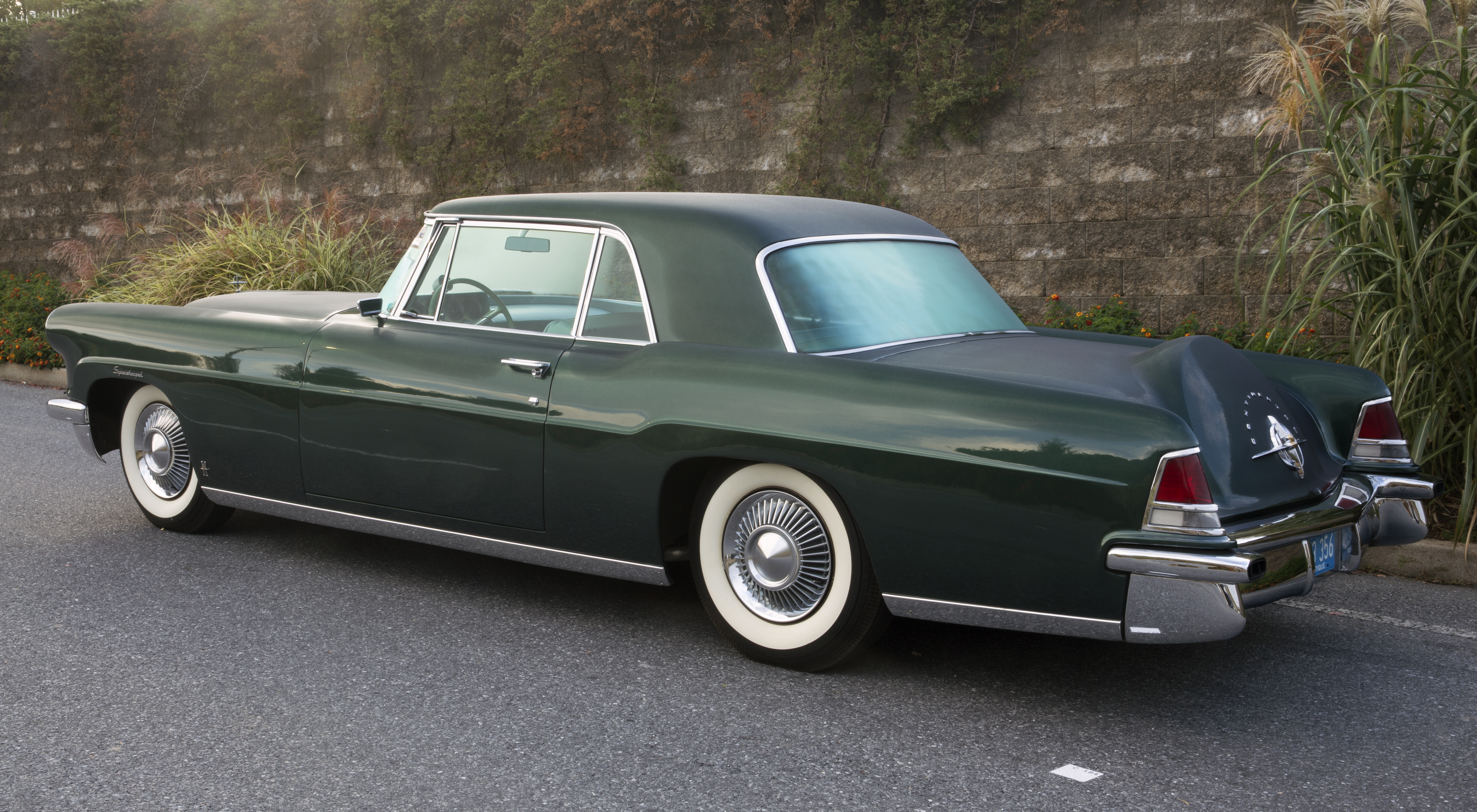
Continental Mark II 1956 года, вид сзади
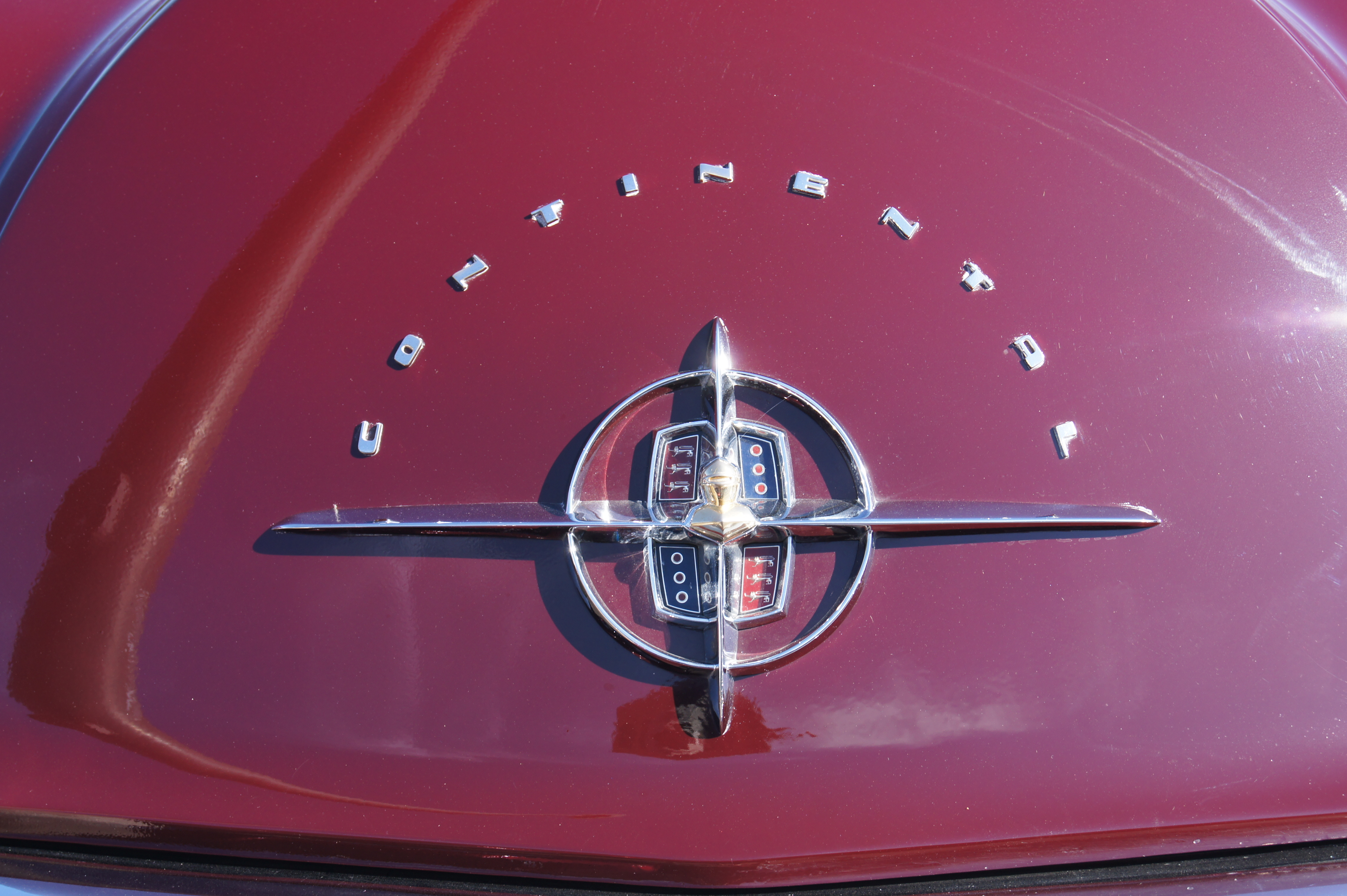
Эмблема Continental Mark II 1957 года на багажнике
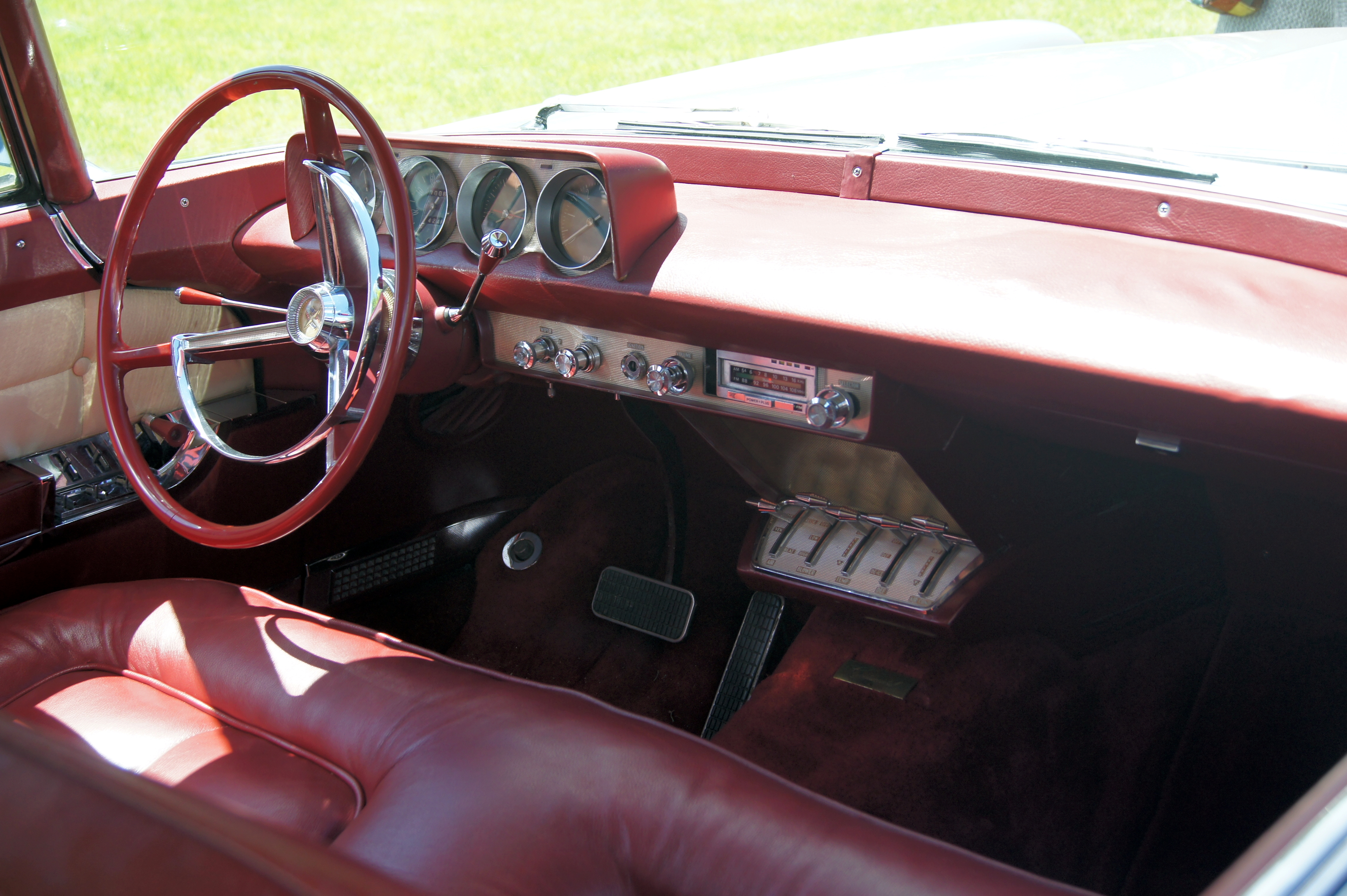
Интерьер Continental Mark II 1956 года